# Sierraleonesångare
Sierraleonesångare (Schistolais leontica) är en fågel i familjen cistikolor inom ordningen tättingar.

## Utseende
Sierraleonesångaren är en liten (14-15 cm), grå och långstjärtad fågel. Den är genomgående grå med beige undersida och grå strupe. Ögonen är bleka, nästan vita. Sången som utförs i duett består av ett tssipp tsipp och ett burr burr.

## Utbredning och systematik
Sierraleonesångaren förekommer mycket lokalt i Västafrika där den återfinns i bergraviner i östra Sierra Leone, södra Guinea och sydvästra Elfenbenskusten.

### Familjetillhörighet
Cistikolorna behandlades tidigare som en del av den stora familjen sångare (Sylviidae). Genetiska studier har dock visat att sångarna inte är varandras närmaste släktingar. Istället är de en del av en klad som även omfattar timalior, lärkor, bulbyler, stjärtmesar och svalor. Idag delas därför Sylviidae upp i ett antal familjer, däribland Cisticolidae. 

## Status
Tidigare kategoriserades arten som sårbar, men 2017 uppgraderade internationella naturvårdsunionen IUCN arten till hotkategorin starkt hotad. Den anses ha en mycket lokal utbredning och mycket liten världspopulation (1000-2500 vuxna individer) som tros både minska i storlek och bli allt mer fragmenterad till följd av habitatförlust.